# Wutzendorf
Wutzendorf ist eine Ortschaft und eine Katastralgemeinde der Gemeinde Brunn an der Wild im Bezirk Horn in Niederösterreich.

## Geschichte
Laut Adressbuch von Österreich waren im Jahr 1938 in Wutzendorf eine Mühle und einige Landwirte mit Direktvertrieb ansässig.

## Siedlungsentwicklung
Zum Jahreswechsel 1979/1980 befanden sich in der Katastralgemeinde Wutzendorf insgesamt 19 Bauflächen mit 11.257 m² und 19 Gärten auf 19.329 m², 1989/1990 gab es 23 Bauflächen. 1999/2000 war die Zahl der Bauflächen auf 59 angewachsen und 2009/2010 bestanden 23 Gebäude auf 56 Bauflächen.

## Bodennutzung
Die Katastralgemeinde ist landwirtschaftlich geprägt. 114 Hektar wurden zum Jahreswechsel 1979/1980 landwirtschaftlich genutzt und 2 Hektar waren forstwirtschaftlich geführte Waldflächen. 1999/2000 wurde auf 114 Hektar Landwirtschaft betrieben und 3 Hektar waren als forstwirtschaftlich genutzte Flächen ausgewiesen. Ende 2018 waren 114 Hektar als landwirtschaftliche Flächen genutzt und Forstwirtschaft wurde auf 4 Hektar betrieben. Die durchschnittliche Bodenklimazahl von Wutzendorf beträgt 41 (Stand 2010).